# Suspiria (film, 2018)
Pour les articles homonymes, voir Suspiria (homonymie).
Pour plus de détails, voir Fiche technique et Distribution.
Suspiria est un film d'épouvante fantastique italo-américain réalisé par Luca Guadagnino et sorti en 2018. Le scénario de David Kajganich est un remake du film homonyme réalisé par Dario Argento et sorti en 1977.
Le film met en scène Dakota Johnson dans le rôle d'une jeune Américaine enrôlée dans une prestigieuse académie de danse en Berlin dirigée par une assemblée de sorcières. Tilda Swinton y incarne trois rôles, dont la directrice et chorégraphe de la compagnie et un psychothérapeute impliqué dans les affaires de l'académie. On compte également parmi la distribution Mia Goth, Elena Forkina et Chloë Grace Moretz dans le rôle d'élèves et Angela Winkler, Ingrid Caven, Sylvie Testud, Renée Soutendijk et Christine Leboutte dans le rôle de matrones de l'académie. Jessica Harper, l'actrice principale du film original, y fait un caméo.
La bande originale est composée par Thom Yorke, chanteur du groupe de musique Radiohead, et trouve son inspiration dans le krautrock. Le film est dédié aux mémoires de Franca Sozzani, Jonathan Demme et Deborah Falzone.
Suspiria est présenté au public pour la première fois le 1er septembre 2018 lors de la 75e édition du festival international de la Mostra de Venise.

## Synopsis
Susie Bannion, une jeune fille américaine, arrive à Berlin en 1977 pendant l'Automne allemand afin d'auditionner à la Markos Dance Academy. Son arrivée coïncide avec la disparition soudaine de Patricia Hingle, une élève de l'académie, qui s'est volatilisée après avoir déclaré au docteur Josef Klemperer, son psychothérapeute, que les matrones de l'académie sont une assemblée de sorcières qui vénèrent les Trois Mères, un trio de sorcières qui erraient autrefois sur Terre, connues sous le nom de mère Tenebrarum, mère Lachrymarum et mère Suspiriorum. Susie se lie d'amitié avec Sara Simms, une camarade, pendant que son audition attire l'attention de Madame Blanc, directrice artistique et chorégraphe de l'académie.
Pendant une répétition, Olga Ivanova, une amie de Patricia, accuse les matrones de pratiquer la sorcellerie et d'être responsables de la disparition de Patricia. Elle tente de s'enfuir de l'académie mais se retrouve enfermée dans une salle ; pendant ce temps, Susie s'entraîne devant Madame Blanc et ses mouvements de danse blessent physiquement Olga. Les matrones trouvent le corps disloqué d'Olga et le déplacent à l'aide de grands crochets. Elles élisent mère Helena Markos, une sorcière très âgée qui a dirigé l'assemblée pendant plusieurs années pour mener cette dernière à la place de Madame Blanc. Elles aspirent à utiliser le corps de Susie comme réceptacle pour Markos. Miss Griffith, l'une des matrones, se suicide.
Susie devient rapidement la protégée de Madame Blanc et gagne le rôle principal de Volk, le numéro le plus connu de l'académie. Pendant ce temps, le docteur Klemperer a des soupçons à propos des matrones et cherche la coopération de Sara pour l'aider à percer le secret. Cette dernière découvre un couloir secret menant au Mütterhaus, un sanctuaire secret où l'assemblée se rassemble. Elle prend l'un de leurs crochets et l'amène à Klemperer. Lors de l'avant-première de Volk, Sara retourne dans le sanctuaire pour retrouver Patricia qui est en train de dépérir. Elle est découverte par les matrones qui créent des trous dans le sol pour que Sara se casse la jambe. Cependant, Sara apparaît au milieu de la performance et danse dans une transe hypnotique : pendant la performance, les yeux de Sara deviennent bleus et ceux de Susie marron. À la fin de la danse, Sara s'évanouit de douleur.
Pendant un dîner avec les matrones pour célébrer le récital, les élèves sont toutes plongées dans une transe, à l'exception de Susie. Klemperer prend le crochet et les affaires personnelles de Patricia et retourne dans sa datcha en Allemagne de l'Est, où il retrouve Anke, sa femme qui avait disparu pendant la guerre. Anke révèle qu'elle s'est enfuie à Bristol après avoir échappé aux nazis. Le couple marche ensemble et traverse la frontière interallemande pour retourner à Berlin-Ouest. Anke disparaît alors et le docteur réalise qu'il est tombé dans un piège des sorcières afin qu'il assiste à un sabbat. Susie est amenée dans le Mütterhaus, où elle découvre les matrones, le docteur neutralisé et les élèves en transe. Sara, Patricia et Olga sont éviscérées pour commencer le sabbat, mais Madame Blanc tente de s'interposer. Enragée, Markos attaque Blanc et lui tranche la nuque. Susie accepte son destin comme réceptacle de Markos avant de révéler qu'elle est mère Suspiriorum, envoyée pour purifier l'académie de la corruption de Markos et de ses fidèles. Elle invoque une incarnation de la Mort, qui tue Markos et les matrones.
Olga, Patricia et Sara meurent paisiblement de la main de Susie. Klemperer, confus, est libéré : Miss Vendegast découvre que Madame Blanc est vivante alors que Miss Boutaher annonce le départ de la chorégraphe aux élèves. Susie, devenue mère Suspiriorum, rend visite à Klemperer et lui révèle qu'Anke est morte à Theresienstadt après avoir été capturée par les nazis. Susie touche Klemperer, qui a une attaque qui efface ses souvenirs, et disparaît. De nos jours, on voit les initiales de Klemperer et Anke gravées sur le mur de leur datcha.
Dans une scène post-générique, Susie se trouve dans une rue de Berlin, la nuit. Elle fixe quelque chose impartialement, avant de tendre sa main, de sourire et de partir.

## Fiche technique
Sauf indication contraire, les informations mentionnées dans cette section peuvent être confirmées par la base de données cinématographiques IMDb,  présente dans la section « Liens externes ».
- Titre original et français : Suspiria
- Réalisation : Luca Guadagnino
- Scenario : David Kajganich (en), d'après Suspiria de Dario Argento et Daria Nicolodi
- Costumes : Giulia Piersanti (de)
- Décors : Christin Busse et Merissa Lombardo
- Directeur du maquillage : Mark Coulier
- Montage : Walter Fasano
- Musique : Thom Yorke ; Bande originale : Suspiria (Music for the Luca Guadagnino Film)
- Chorégraphie: Damien Jalet
- Photographie : Sayombhu Mukdeeprom
- Production : Brad Fischer, Luca Guadagnino, Francesco Melzi d'Eril, Marco Morabito (en), Gabriele Moratti, Stella Savino, William Sherak, Stefano Spadoni et Silvia Venturini Fendi
- Sociétés de production : First Sun[1], Frenesy Film Company, Mythology Entertainment, Amazon Studios, MeMo Films, Muskat Filmed Properties, Vega Baby Releasing
- Société de distribution : Amazon Studios
- Budget : 20 millions de dollars[2]
- Pays d'origine :  États-Unis,  Italie
- Langue originale : anglais
- Format : couleur — 35 mm — 1,85 : 1 — son Dolby Atmos
- Genre : film d'épouvante fantastique
- Durée : 152 minutes
- Dates de sortie[3] :
  - Italie : 1er septembre 2018 (Mostra de Venise)
  - États-Unis : 26 octobre 2018
  - France : 14 novembre 2018
- Classification :
  - États-Unis : R - Restricted (Interdit aux moins de 17 ans non-accompagnés d'un adulte)[4]
  - France : Interdit aux moins de 16 ans lors de sa sortie en salles

## Distribution
- Dakota Johnson (VF : Delphine Rivière) : Susie Bannion
- Tilda Swinton (VF : Françoise Cadol) : Madame Blanc / mère Helena Markos / Dr Jozef Klemperer (créditée comme Lutz Ebersdorf)
- Mia Goth (VF : Rebecca Benhamour) : Sara
- Angela Winkler : Miss Tanner
- Ingrid Caven : Miss Vendegast
- Elena Fokina : Olga Ivanova
- Sylvie Testud : Miss Griffith
- Renée Soutendijk : Miss Huller
- Christine Leboutte (de) : Miss Balfour
- Malgosia Bela : La mère de Susie / la Mort
- Fabrizia Sacchi : Pavla
- Jessica Batut : Miss Mandel
- Alek Wek : Miss Milius
- Vincenza Modica : Miss Marks
- Vanda Capriolo : Alberta
- Brigitte Cuvelier : Miss Kaplitt
- Olivia Ancona : Marketa
- Jessica Harper : Anke Meier
- Chloë Grace Moretz (VF : Lisa Caruso) : Patricia Hingle

## Production

### Développement
Une nouvelle version du Suspiria de 1977 est annoncée en 2008 par le réalisateur David Gordon Green après la co-écriture d'un scénario avec son ingénieur du son,. En 2007, Luca Guadagnino convainc Dario Argento et Daria Nicolodi, les créateurs du film original, de lui accorder les droits d'un remake du film avant de l'offrir à David Gordon Green, qui compte parmi sa distribution Isabelle Huppert, Janet McTeer et Isabelle Fuhrman. Il décrit son scénario comme « lyrique » avant d'ajouter : « J'adore le film d'Argento et nous avons écrit un opéra extrêmement élégant et très fidèle... Je ne parle pas d'un opéra musical, mais d'un film avec une bande originale et des décors très théâtraux. » Selon le réalisateur, le projet fut abandonné à cause de conflits financiers.
En septembre 2015, lors de la 72e édition du festival international de la Mostra de Venise, Guadagnino annonce son projet de réaliser un remake de Suspiria avec les quatre acteurs principaux de son film A Bigger Splash. Le réalisateur annonce que sa version se déroulerait à Berlin en 1977 et aurait pour thème principal « la force inébranlable de la maternité ». Luca Guadagnino a depuis explicitement dit que le film n'était pas un remake mais plutôt un « hommage » aux « puissantes émotions » qu'il a ressenti en regardant le film original : « J'étais vraiment terrifié, mais comme toujours avec ce qui me terrifie, j'étais complètement happé. Je pense que ce film influence ma psyché encore à ce jour, ce qui est quelque chose qui arrive souvent quand on fait face à une œuvre d'art comme Suspiria. Je pense que le film que j'ai réalisé, d'une certaine façon, [représente] des niveaux de ma propre expérience, quand j'ai vu le film pour la première fois et que j'y pensais jusqu'à l'obsession,. » Luca Guadagnino dit en 2018 qu'il voyait Suspiria comme son film le plus personnel à ce jour.

### Scénario
Le scénario est écrit par David Kajganich, qui avait précédemment travaillé avec Luca Guadagnino pour A Bigger Splash et avait participé au développement de la série télévisée The Terror. Le scénariste a avoué ne pas être un admirateur du film original mais a tout de même accepté d'écrire un scénario pour le réalisateur. David Kajganich dit à propos de l'écriture du film : « Les films d'horreur me perdent quand il n'y est plus question de personnes réelles dans le monde réel, alors j'ai dit à Luca, quand il m'a demandé si ça m'intéressait de me joindre à lui, que je prendrais une approche pratique si ça lui allait, que j'aimerais savoir comment tout cela peut arriver, comment tout s'organise, quelle est la hiérarchie de l'assemblée de sorcières, toutes ces questions qui seraient mises de côté dans un film d'horreur typique, quoi que ça puisse vouloir dire, et il était totalement d'accord. J'ai commencé à faire beaucoup de recherches sur les véritables assemblées de sorcières, mais aussi sur la période historique choisie et ce qui s'y passait au niveau de l'art féministe et comment intégrer tout cela dans un contexte occulte. Nous avons beaucoup réfléchi sur la façon dont des personnes réelles réagiraient dans ces situations si fantastiques. » David Kajganich choisit de se faire dérouler le film à Berlin, en 1977, l'année de sortie du film original, pendant les événements terroristes connus sous le nom d'Automne allemand. L'intrigue du film démarre peu après le détournement du vol 181 de Lufthansa, afin d'utiliser des thèmes plus larges comme la réaction de la jeunesse au déni de leurs parents et grands-parents de la culpabilité allemande de la Seconde Guerre mondiale. Le scénariste trouve son inspiration dans la littérature féminine de l'époque, dans les films du réalisateur Rainer Werner Fassbinder et dans la musique de Nico.
Ce qui intéressa le plus Luca Guadagnino dans le scénario de David Kajganich fut l'aspect de la sorcellerie et de la solidarité féminine, des thèmes qu'il dit avoir été « pervertis par l'histoire et les religions et représentés juste comme un pacte avec le Diable » : « La sorcellerie qui m'intéresse a beaucoup à voir avec ce qu'on appelle, dans la psychanalyse, la "mère terrible", ce qu'on retrouve dans certaines religions, particulièrement avec la déesse Kali. » David Kajganich proposa à Luca Guadagnino que les sorcières ensorcellent à travers leurs mouvements, ce qui guida l'écriture du scénario : C'est totalement logique qu'une assemblée de sorcières se cache dans une académie de danse, car elles pourraient exercer leur puissance en public sans même que l'on s'en aperçoive.

### Distribution
Le 23 novembre 2015, Luca Guadagnino confirme la participation de Tilda Swinton et de Dakota Johnson au projet et que le tournage commencerait en août 2016 pour une sortie en 2017,. Le réalisateur proposa le rôle à Dakota Johnson pendant le tournage de A Bigger Splash en 2015, ce que l'actrice accepta après avoir regardé le film original : « J'étais évidemment très investie dans ma relation avec Luca en tant que personne, que collaborateur et qu'artiste. On a juste envie de participer à toutes les aventures qu'il propose. »
Tilda Swinton, amie et fréquente collaboratrice de Luca Guadagnino, joue trois rôles dans le film : Madame Blanc, la directrice artistique et chorégraphe de l'académie, Helena Markos, une matrone en décrépitude, et le docteur Josef Klemperer, un psychothérapeute qui se retrouve investi dans les affaires de l'assemblée, pour lequel elle est créditée en tant que Lutz Ebersdorf dans le générique du film. L'actrice dit avoir modelé son interprétation de Madame Blanc d'après Martha Graham et Pina Bausch, qu'elle voyait comme « l'incarnation de Madame Blanc, avec sa silhouette, pieds nus et ancrée dans le sol, et d'une chorégraphie précise, enchaînant les cigarettes ».
En octobre 2016, Chloë Grace Moretz et Mia Goth rejoignent la distribution dans le rôle d'élèves de l'académie,. Chloë Grace Moretz dit à propos de sa participation au film : « C'était différent de tous les autres projets auxquels j'ai participé... Luca Guadagnino vous laisse faire les trucs les plus fous à la caméra sans sourciller et vous dit d'emmener cela encore plus loin. »
Les actrices européennes Sylvie Testud, Angela Winkler, Fabrizia Sacchi, et Renée Soutendijk rejoignent la distribution dans le rôle de matrones de l'académie. Les mannequins Malgosia Bela et Alek Wek font également une apparition, respectivement dans le rôle de la mère de Susie et l'une des matrones. Jessica Harper, l'actrice principale du film original, rejoint également la distribution dans le rôle d'Anke Meier, le femme du docteur Klemperer disparue pendant l'invasion nazie. L'actrice fut invitée par Luca Guadagnino à condition qu'elle puisse jouer en allemand : elle prit alors des cours d'allemand dans une école Berlitz.

#### Lutz Ebersdorf
Le rôle du docteur Josef Klemperer est joué par Tilda Swinton, malgré le fait qu'il soit crédité comme joué par un acteur nommé Lutz Ebersdorf dans le générique du film et lors de la promotion de ce dernier. Les producteurs maintinrent le mythe de Lutz Ebersdorf jusqu'à un mois avant l'avant-première du film.
En mars 2017, des photographies d'un homme âgé sur le tournage du film sont publiées, sur lesquelles est identifiée Tilda Swinton maquillée. En février 2018, Luca Guadagnino annonce que les rumeurs sont « de totales fake news » et que l'homme n'est pas Tilda Swinton mais un acteur allemand nommé Lutz Ebersdorf, psychanalyste de profession qui joue son premier rôle au cinéma. Indiewire questionne la véracité des dires du réalisateur face au suspicieux profil IMDb de Lutz Ebersdorf, ce à quoi il répond que ce dernier n'est pas un acteur professionnel mais un docteur avant tout. Pendant une conférence de presse après l'avant-première du film le 1er septembre 2018 à Venise, Tilda Swinton lit une lettre du prétendu acteur absent : « Je suis un individu privé qui désire rester privé... Bien que je pense fortement que Suspiria sera mon seul et unique film, j'aime ce travail et me lever très tôt le matin ne me dérange pas. »
En octobre 2018, Tilda Swinton avoue au New York Times qu'elle joue effectivement le rôle du docteur Klemperer dans le film. Luca Guadagnino révèle dans une entrevue pour Vulture que plusieurs acteurs, pendant le tournage, pensaient que Lutz Ebersdorf était une véritable personne, surtout Ingrid Caven, qui ignorait qu'il s'agissait de Tilda Swinton déguisée jusqu'à la fin du tournage.

### Tournage

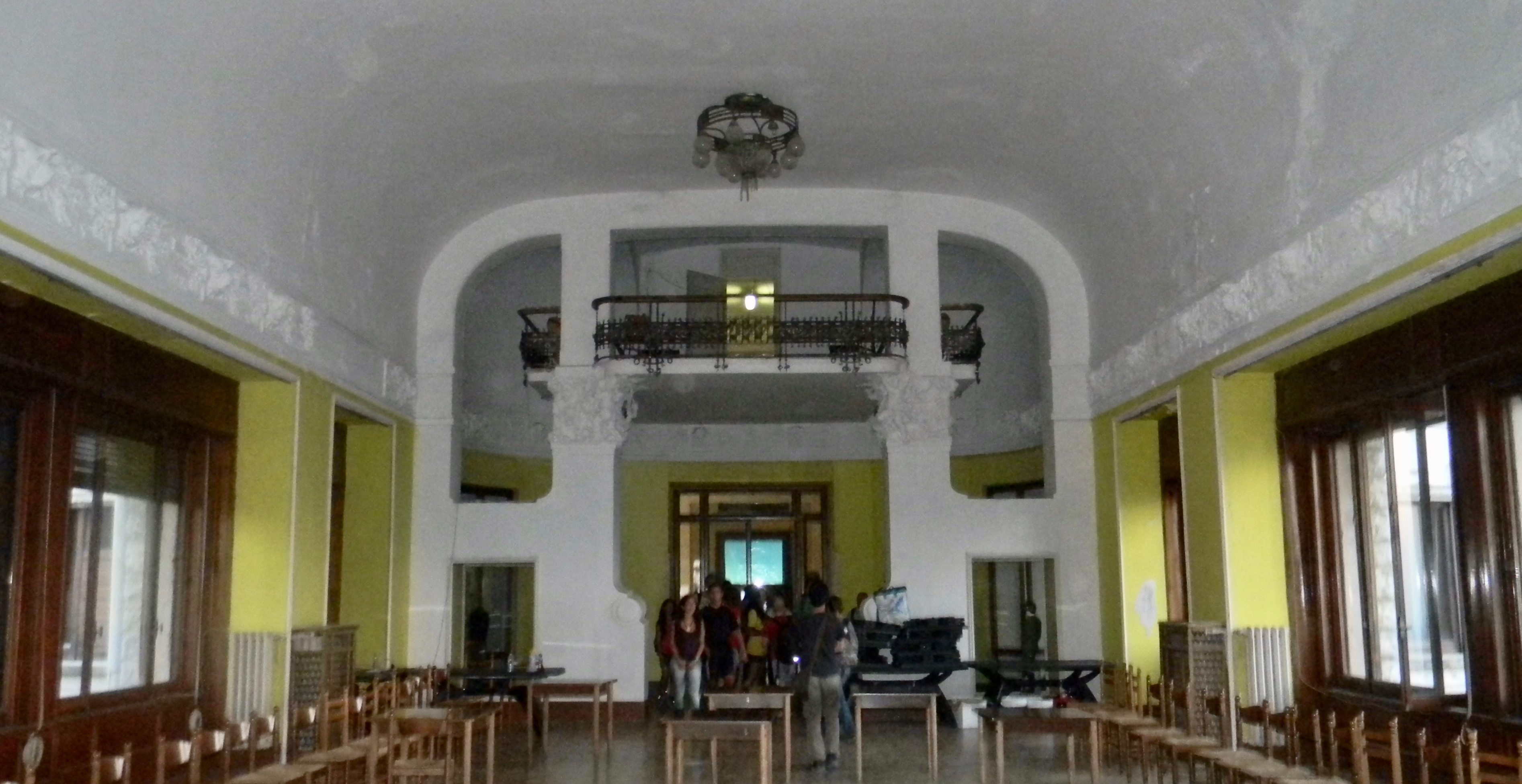
Le Grand Hotel Campo dei Fiori est le lieu principal du tournage de Suspiria.

#### Lieux et costumes
Hormis quelques scènes tournées au Palazzo Estense en décembre 2016, la majorité du tournage du film se déroule au Grand Hotel Campo dei Fiori, à Varèse, en Italie, qui sert de décor à la Markos Academy.
La principale difficulté de tournage est que, alors que l'académie de danse dans le film se situe à Berlin-Ouest, le long du mur de Berlin, le véritable bâtiment se situe en haut d'une montage reculée surplombant la ville. Inbal Weinberg, la chef décorateur du film, commente : « Quand nous sommes arrivés en Italie, nous avons cherché des lieux de tournage alternatifs, parce que ça allait être un cauchemar logistique... Mais l'hôtel était vraiment l'endroit parfait. » La décoration et les meubles de l'académie ont été choisis à partir de plusieurs décennies afin de donner au lieu à un « aspect hors du temps intentionnel ». Des motifs géométriques typiques du courant Bauhaus ont été utilisés pour certains intérieurs, comme dans les appartements de Madame Blanc, tandis que l'architecture moderniste se retrouve constamment dans l'académie. La cuisine des matrones est inspirée de la cuisine de Francfort, un modèle de cuisine populaire à la fin des années 1920, tandis que la salle de répétition est inspirée de la Sonneveld House de Rotterdam. Pour les dortoirs des élèves, Indal Weinberg a utilisé des affiches de groupes de musique contemporains et de la décoration « en toc » des années 1970.
La scène de sabbat est tournée dans une loggia de l'hôtel dont les arches furent méticuleusement recouvertes de cheveux artificiels tressés : « C'était l'idée de Luca d'utiliser des cheveux. On a pensé que les murs trouveraient leur texture avec les cheveux des victimes de l'assemblée. » Le tressage des cheveux prit plusieurs semaines à l'équipe de décoration.
Pour les costumes du film, Giulia Piersanti sélectionna des vêtements vintage « colorés, mais pas forcément vifs » dont la plupart furent achetés dans un entrepôt de vêtements de seconde main à Prato.

#### Photographie
Le tournage commence au Grand Hotel Campo dei Fiori du 31 octobre, à décembre 2016 avec un budget de 20 millions de dollars, tandis que le reste du tournage se déroule à Berlin jusqu'au 10 mars 2017,. Les scènes de rue, dans le métro de Berlin et dans le commissariat de police — un bâtiment abandonné de Mitte — sont filmées en deux semaines. Les scènes de la datcha du docteur Klemperer se déroulent dans la banlieue de Berlin.
Les conditions de tournage dans le Grand Hotel Campo dei Fiori sont décrites par les acteurs et l'équipe de tournage comme très inconfortables, car le tournage prit part en automne et que le chauffage de l'hôtel était insuffisant, ayant été abandonné pendant plusieurs décennies,. Luca Guadagnino se rappelle d'un « signal constant venant des antennes qui nous mettaient tous à bout », tandis que Dakota Johnson a dit qu'« il y avait de l'électricité dans tout le bâtiment et que tout le monde se donnait des coups de jus ». Elle commente que le tournage « m'a tellement mise à l'envers que j'ai dû faire une thérapie ». Elle annonce cependant que le tournage « n'était pas traumatique » et plutôt « aussi amusant qu'on puisse l'imaginer... mais travailler sur quelque chose de très sombre, cela peut vous rester dans la tête et en parler à quelqu'un après est une bonne manière de passer à autre chose ». Jessica Harper, qui était présente sur plusieurs jours de tournage malgré son petit rôle, compare le lieu à « une maison hantée, très froide, sombre et effrayante, ce qui allait bien avec l'ambiance du film, mais pas idéale pour des conditions de tournage ».

#### Cinématographie
Comme son prédécesseur, Suspiria est filmé en format 35 mm. Sayombhu Mukdeeprom, qui avait déjà travaillé avec Luca Guadagnino sur Call Me by Your Name, ne s'est servi pour le tournage que d'un Kodak Vision3 500T 5219 sans filtres de correction. Pour donner au film un aspect des années 1970, le slow motion ou le zoom fouet sont utilisés.
Contrairement au film original, Luca Guadagnino utilise très rarement les couleurs primaires. Il décrit la cinématographie du film comme « hivernale, froide et très sombre ». Selon lui, le choix de ne pas utiliser des couleurs primaires et vives comme le film est justifié par le contexte historique choisi, l'Allemagne « à la limite d'une guerre civile » : « Nous avons choisi un angle différent. Dario Argento et Luciano Tovoli, son directeur de la photographie, ont décidé de représenter l'horreur de façon très expressionniste, comme les travaux de Mario Bava. La façon dont ils ont utilisé les couleurs — pas seulement avec des gélatines, mais en sculptant vraiment le film autour de cela — a influencé les réalisateurs pendant très longtemps. Je pense que tout ce qui peut être dit de cette manière a déjà été dit. » En utilisant une palette de couleurs plus discrète, le travail de Michael Ballhaus pour les films de Rainer Fassbinder et les travaux de l'artiste moderniste Balthus furent un point de référence.

### Effets spéciaux
Mark Coulier, le directeur maquillage du film, est reconnu pour ses travaux sur Cabal en 1990 et Candyman en 1992. La plus grande partie des effets spéciaux du film ont été réalisés par des moyens pratiques. Selon Mark Coulier, les scènes les plus demandantes en effets spéciaux furent la scène de la mort d'Olga et la scène finale du sabbat. Pour la première, des prothèses de bras, de jambe, de côtes cassés et de mâchoire ont été créées pour Elena Fokina pour donner l'impression d'os cassés,. Elena Fokina, danseuse et contorsionniste professionnelle, a effectué la majorité des contorsions elle-même,,, tandis que ses bras et ses jambes ont été modifiées par traitement numérique. Mark Coulier a été inspiré pour cette scène par une cascade de Ronny Cox dans Délivrance, dans lequel l'acteur se disloque l'épaule.
La scène du sabbat des sorcières était techniquement compliquée à tourner à cause des trois rôles que Tilda Swinton jouait, chacun nécessitant son propre maquillage et des prothèses sur l'entièreté de son corps. Des prothèses ont également été créées pour donner à Patricia une apparence défigurée et pour l'éventration de Sara. Mark Coulier dit : « Il y avait tellement de maquillage et de prothèses sur le tournage. On avait Chloë Grace Moretz maquillée en morte, des intestins qui sortaient des abdomens, toutes sortes de choses. C'était un gros défi et nous avions environ vingt personnes sur le tournage en train d'appliquer du maquillage pour cette scène qui est très longue. » La blessure sur son buste que Susie ouvre pendant le climax a également été réalisée avec des prothèses, bien qu'elle fût améliorée en post-production.

### Chorégraphie
Contrairement au film original qui, bien que l'action se déroule dans une académie de ballet, n'accorde à l'écran que peu d'importance à la danse, le Suspiria de Guadagnino utilise la danse comme point principal de l'intrigue. David Kajganich exprime que conformément à la période dans laquelle le film est situé, la danse contemporaine est l'influence centrale du style de danse utilisé dans le film, plus spécifiquement les danseuses expressionnistes allemandes Mary Wigman et Pina Bausch. En écrivant le scénario, David Kajganich s'est également inspiré de Sasha Waltz et d'Isadora Duncan,.
Les séquences de danse du film sont chorégraphiées par Damien Jalet, que Luca Guadagnino a engagé après avoir une performance des Médusés de ce dernier au Louvre, qui, par coïncidence, s'était inspiré du Suspiria de Dario Argento pour créer sa chorégraphie. Ainsi, Damien Jalet a utilisé Les Médusés comme base pour la scène de danse principale du film. Le chorégraphe dit à propos de la scène finale : « Nous voulions partir de quelque chose de très technique et mathématique tout en restant élégant à quelque chose de plus sauvage et de plus en plus défiguré. La scène décrit quelque chose de très chaotique, mais je sentais que nous avions besoin de créer quelque chose de l'ordre du rituel. » Damien Jalet s'est également inspiré des danses indonésiennes, où les mouvements sont « à la fois très intimes et très linéaires »,.
Mises à part Dakota Johnson et Mia Goth, toutes les actrices présentes lors des scènes de danse sont des danseuses professionnelles. L'année précédant le tournage, Dakota Johnson a subi un entraînement intensif pour atteindre la forme physique et la technique d'une danseuse, en s'entraînant deux heures par jour dans un studio de danse à Vancouver pendant le tournage de Cinquante nuances plus claires. Elle s'entraîna sur plusieurs styles de danse, du ballet à la danse contemporaine, car son personnage est une danseuse avec peu d'entraînement mais avec beaucoup de talent. L'actrice a également étudié le travail de Mary Wigman et de plusieurs artistes des années 1970 qui auraient pu inspirer les mouvements instinctifs de son personnage, comme The Carpenters, Jefferson Airplane et Nina Simone. Au début de l'automne 2016, deux mois avant le début du tournage, Dakota Johnson et Mia Goth ont répété la chorégraphie du film à Varèse pendant six à huit heures par jour.

### Musique
La bande originale du film est composée par Thom Yorke, chanteur du groupe de musique Radiohead, avec le London Contemporary Orchestra and Choir et Noah Yorke, son fils, aux percussions. Il s'agit de la première bande originale composée par le chanteur. Il a premièrement refusé l'offre mais a fini par accepter après des mois de demande de la part de Luca Guadagnino. La majorité de la bande originale a été composée avant le tournage du film, ce qui donna au réalisateur l'opportunité de jouer les morceaux pendant le tournage.
Pour la bande originale, Thom Yorke s'est inspiré de la bande originale du film Blade Runner de 1982, d'artistes électroniques et de musique concrète comme Pierre Henry et James Holden et la musique allemande des années 1970 comme le krautrock. Le chanteur dit : « Il y a un effet hypnotisant dans la répétition de la musique. Je me répétais que c'était une forme d'enchantement. Donc quand je travaillais dans mon studio, je lançais des enchantements. Je sais que ça a l'air stupide, mais c'est comme ça que je l'imaginais. » La bande originale de Suspiria est publiée le 26 octobre 2018 par XL Records.

## Accueil

### Accueil critique
Aux États-Unis, le film reçoit des critiques plutôt positives. Sur le site agrégateur de critiques Rotten Tomatoes, il obtient un score de 62 %, avec une moyenne de 6,7/10 sur la base de 151 critiques positives et 92 négatives. Sur Metacritic, il obtient un score de 64/100 sur la base de 56 critiques. Sur Internet Movie Database, il obtient un score de 7,3/10 sur la base de 9 165 votes. En France, le film reçoit des critiques mitigées. Sur le site agrégateur Allociné, il obtient un score de 2,6/5 sur la base de 27 critiques.

### Box-office
| Pays ou région    | Box-office     | Date d'arrêt du box-office | Nombre de semaines |
| ----------------- | -------------- | -------------------------- | ------------------ |
| États-Unis Canada | 2 483 472 $    | 20 décembre 2018           | 8                  |
| France            | 33 527 entrées | 24 mars 2019               | 19                 |
| Total mondial     | 7 942 093 $    | 24 mars 2019               | 21                 |

## Sélection
- Mostra de Venise 2018 : En compétition pour le Lion d'or